# Теодор Анђео
Теодор Анђео (грчки: Θεόδωρος Ἄγγελος) је био савладар Тесалије од око 1289. године до своје смрти око 1299. године. 

## Биографија
Теодор је био трећи син севастократора Јована I Дуке, тесалског владара, и његове жене, чије је познато само монашко име Хипомина. Када је Јован умро (недуго пре 1299. године), наследио га је Теодоров старији брат Константин, али је Теодор владао као савладар. Два брата су званично била под туторством Ане Палеологине. Од 1295. године носио је титулу севастократора коју му је даровао византијски цар Андроник, након женидбе са јерменском принцезом Теофано. Поражен је у бици против византијског војсковође Михаила Главаса. Умро је око 1299. године. 